# Насьйонал де Бенгела
Клубе Насьйонал де Бенгела, або просто «Насьйонал де Бенгела» (порт. Clube Nacional de Benguela) — футбольний клуб із Бенгели, Ангола.

## Історія клубу
Клуб було засновано в 1920 році під назвою «Спортс Клубе Португал де Бенгела». Він вигравав чемпіонат португальської провінції Анголи в 1952, 1959, 1960, 1961 та 1964 роках.
Ще до здобуття незалежності Анголи від Португалії клуб в 1973 році змінив свою назву на нинішню. Найбільшим успіхом команди після здобуття Анголою незалежності в 1975 році слід вважати перемогу в 1980 році в Кубку Анголи. Хоча турнір ще не мав офіційного статусу, клубу дозволили взяти участь кваліфікації до Кубку африканських Кубків КАФ в 1981 році. На цьому турнірі, однак, вони програли обидві гри з дуже великим рахунком та вилетіли вже з першого раунду. У 1979 році команда вийшла в фінал Кубку Анголи в Луанді, але програли Примейру де Агошту з рахунком 1:2. Після цього настав період, коли клуб виступав гірше, до сезону 2012 року, коли команді вдалося повернутися в найвищу Лігу Анголи, Жираболу. Той сезон, клуб завершив на останньому (16-му) місці і знову вилетів із чемпіонату.

## Досягнення

### Національні
- Чемпіонат Анголи (колоніальний період):
  -  Чемпіон (5): 1952, 1959, 1960, 1961, 1964.

- Жирабола:
  -  Срібний призер (1): 1979
  -  Бронзовий призер (1): 1981

- Жира Ангола (Серія Б):
  -  Срібний призер (1): 2011
  -  Бронзовий призер (1): 2013

- Кубок Анголи:
  -  Володар (1): 1980
  -  Фіналіст (1): 1979

### Міжнародні
| Сезон | Турнір                     | Раунд    | Країна  | Суперник    | Вдома | На виїзді |
| ----- | -------------------------- | -------- | ------- | ----------- | ----- | --------- |
| 1981  | Кубок володарів Кубків КАФ | 1. Раунд | Камерун | Уніон Дуала | 1:7   | 0:6       |

## Статистика виступів у національних чемпіонатах

### Виступи вЖираболі
| 1979 | 1980 | 1981 | 1996 | 2012 |
|      |      |      |      |      |
| 2-ге |      |      |      |      |
|      |      | 3-тє |      |      |
|      |      |      |      |      |
|      |      |      |      |      |
|      |      |      |      |      |
|      |      |      |      |      |
|      |      |      |      |      |
|      |      |      |      |      |
|      |      |      |      |      |
|      |      |      |      |      |
|      |      |      |      |      |
|      |      |      |      |      |
|      |      |      | Ч    |      |
|      |      |      |      |      |
|      |      |      |      | 16   |

Примітки: Рейтинг червоного кольору означає, що клуб вибув з турніру 
   Рейтинг пурпурового кольору означає, що клуб підвищився у класі та вибув з турніру того ж року

### Виступи вЖира Анголі
| 2010 Серія B | 2011 Серія B | 2013 Серія B |
|              |              |              |
|              | 2-ге *       |              |
|              |              | 3-тє         |
|              |              |              |
| 5-те         |              |              |
|              |              |              |
|              |              |              |
|              |              |              |
|              |              |              |
|              |              |              |
|              |              |              |

Примітка: * Переможець матчів плей-оф за право виходу до Гіраболи 2012.

## Відомі тренери
| Освалду Роке Гонсалвеш да Круж Жоні | (березень 2011) | - | (вересень 2011) |
| Жорже Пінту Лейте                   | (вересень 2011) | - |                 |
| Алвару Магаляеш                     | (лютий 2012)    | - | (квітень 2012)  |
| Луїш Маріану                        | (травень 2012)  | - | (листопад 2012) |